# Ardud
Ardud (Erdőd en hongrois, Erdeed en allemand) est une ville roumaine du județ de Satu Mare, dans la région historique de Transylvanie et dans la région de développement du Nord-ouest.

## Géographie
La ville d'Ardud est située au centre du județ, au point de contact entre la plaine du Someș et les collines de Codru, sur la Sărătura, affluent de la rive gauche du Someș, à 19 km au sud de Satu Mare, le chef-lieu du județ.
La municipalité est composée de la ville d'Ardud elle-même et des villages suivants (population en 2002) :
- Ardud (4 219), siège de la municipalité ;
- Ardud-Vii (105) ;
- Baba Novac (571) ;
- Gerăușa (453) ;
- Mădăras (1 076) ;
- Sărătura (62).

## Histoire
La première mention écrite de la ville d'Ardud date de 1215 sous le nom de Herdeud. Les autres villages apparaissent au Moyen Âge (1366 pour Mădăras, 1411 pour Sărătura, 1424 pour Gerăușa) tandis qu'Ardud-Vii et Baba Novac sont cités au XXe siècle (1913 et 1932).
La ville, qui appartenait au royaume de Hongrie, faisait partie de la principauté de Transylvanie et elle en a donc suivi l'histoire. Elle a été un fief de la famille Dragfi. En 1481, Bartolomeu Dragfi, voïvode de Transylvanie, fait construire le premier château qui devient vite une des plus puissantes forteresses du nord de la principauté.
À l'époque de la Réforme, la ville devient l'un des principaux centres du protestantisme en Hongrie et, en 1545, s'y tient le premier synode hongrois.
La ville devient au XVIIIe siècle la propriété de la famille Károlyi qui encourage l'immigration de colons souabes.
Après le compromis de 1867 entre Autrichiens et Hongrois de l'empire d'Autriche, la principauté de Transylvanie disparaît et, en 1876, le royaume de Hongrie est partagé en comitats. Ardud intègre le comitat de Szatmár (Szatmár vármegye).
À la fin de la Première Guerre mondiale, l'Empire austro-hongrois disparaît et la ville rejoint la Grande Roumanie au traité de Trianon. Ardud est alors un chef-lieu d'arrondissement (plașa) du județ de Satu Mare.
En 1940, à la suite du deuxième arbitrage de Vienne, elle est annexée par la Hongrie jusqu'en 1944, période durant laquelle sa communauté juive est exterminée par les nazis. Elle réintègre la Roumanie après la Seconde Guerre mondiale au traité de Paris en 1947.
La commune rurale d'Ardud a obtenu le statut de ville en 2003.

## Politique
| Parti | Parti                                                 | Sièges |
| ----- | ----------------------------------------------------- | ------ |
|       | Parti national libéral (PNL)                          | 7      |
|       | Union démocrate magyare de Roumanie (UDMR)            | 3      |
|       | Parti social-démocrate (PSD)                          | 3      |
|       | Union nationale pour le progrès de la Roumanie (UNPR) | 2      |

## Démographie
Comme beaucoup d'autres cités de Transylvanie, Ardud comptait au début du XXe siècle une majorité hongroise, remplacée aujourd'hui par un peuplement roumain majoritaire.
En 1910, à l'époque austro-hongroise, la ville comptait 2 314 Roumains (36,72 %), 3 928 Hongrois (62,33 %) et 58 Allemands (0,92 %).
En 1930, on dénombrait 4 250 Roumains (58,12 %), 1 810 Hongrois (24,75 %), 967 Allemands (13,22 %), 96 Juifs (1,31 %) et 187 Tsiganes (2,56 %).
En 1956, après la Seconde Guerre mondiale, 5 359 Roumains (64,33 %) côtoyaient 2 799 Hongrois (33,60 %), 35 Allemands (0,42 %) et 130 Tsiganes (1,56 %).
En 2002, la ville comptait 4 025 Roumains (62,05 %), 1 304 Hongrois (20,10 %), 413 Allemands (6,36 %) et 730 Tsiganes (11,25 %). On comptait à cette date 2 173 ménages et 2 313 logements.
Lors du recensement de 2011, 55,35 % de la population se déclarent roumains, 17,52 % hongrois, 15,34 % roms et 4,47 % comme allemands (0,09 % déclarent une autre appartenance ethnique et 7,2 % ne déclarent pas d'appartenance ethnique).

### Religions
En 2002, la composition religieuse de la ville était la suivante :
- Chrétiens orthodoxes, 41,73 % ;
- Catholiques romains, 32,65 % ;
- Grecs-Catholiques, 13,89 % ;
- Pentecôtistes, 5,05 % ;
- Réformés, 4,17 % ;
- Baptistes, 2,32 %.

## Économie
L'économie de la ville repose sur le commerce, les services, le travail du bois, la construction et l'agriculture.

## Communications

### Routes
Ardud se trouve sur la route nationale DN19A (E81) Satu Mare-Zalău-Cluj-Napoca.

### Voies ferrées
La ville est desservie par la ligne de chemin de fer Carei-Șomcuta Mare.

## Lieux et monuments

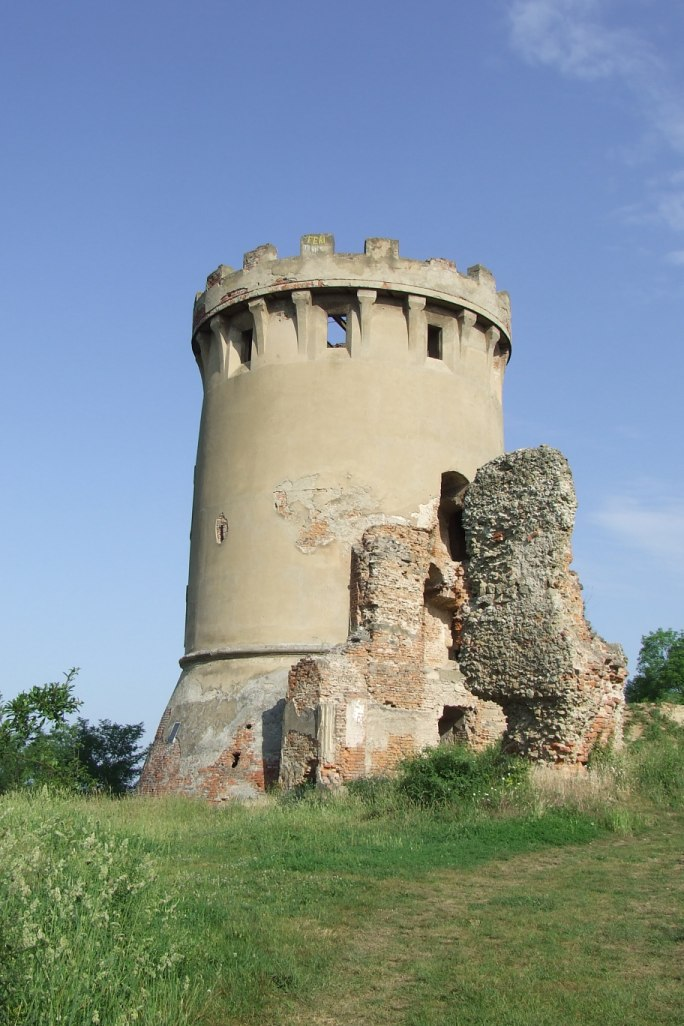
Ruines du château d'Ardud

- Ardud, ruines du château construit au XVe siècle, remanié au XVIIIe siècle par Alexandru Károlyi et réaménagé à la fin du XIXe siècle dont il ne reste qu'une tour néogothique de 1896.

- Ardud, église catholique de 1482, construite en style gothique, restructurée en 1860 après un tremblement de terre, rénovée en 1959[7].

- Mădăras, église orthodoxe des Sts Archanges de 1832[8].

- Mădăras, église catholique de 1859[8].

## Jumelages
- Napkor (Hongrie)
- Szakoly (Hongrie)
- Trévoux (France)
- la Martyre (France)
- Veliki Beregi (Ukraine)
- Volturara Irpina (Italie)